# Scybalistodes fortis
Scybalistodes fortis är en fjärilsart som beskrevs av Munroe 1972. Scybalistodes fortis ingår i släktet Scybalistodes och familjen Crambidae. Inga underarter finns listade i Catalogue of Life.